# تحریک

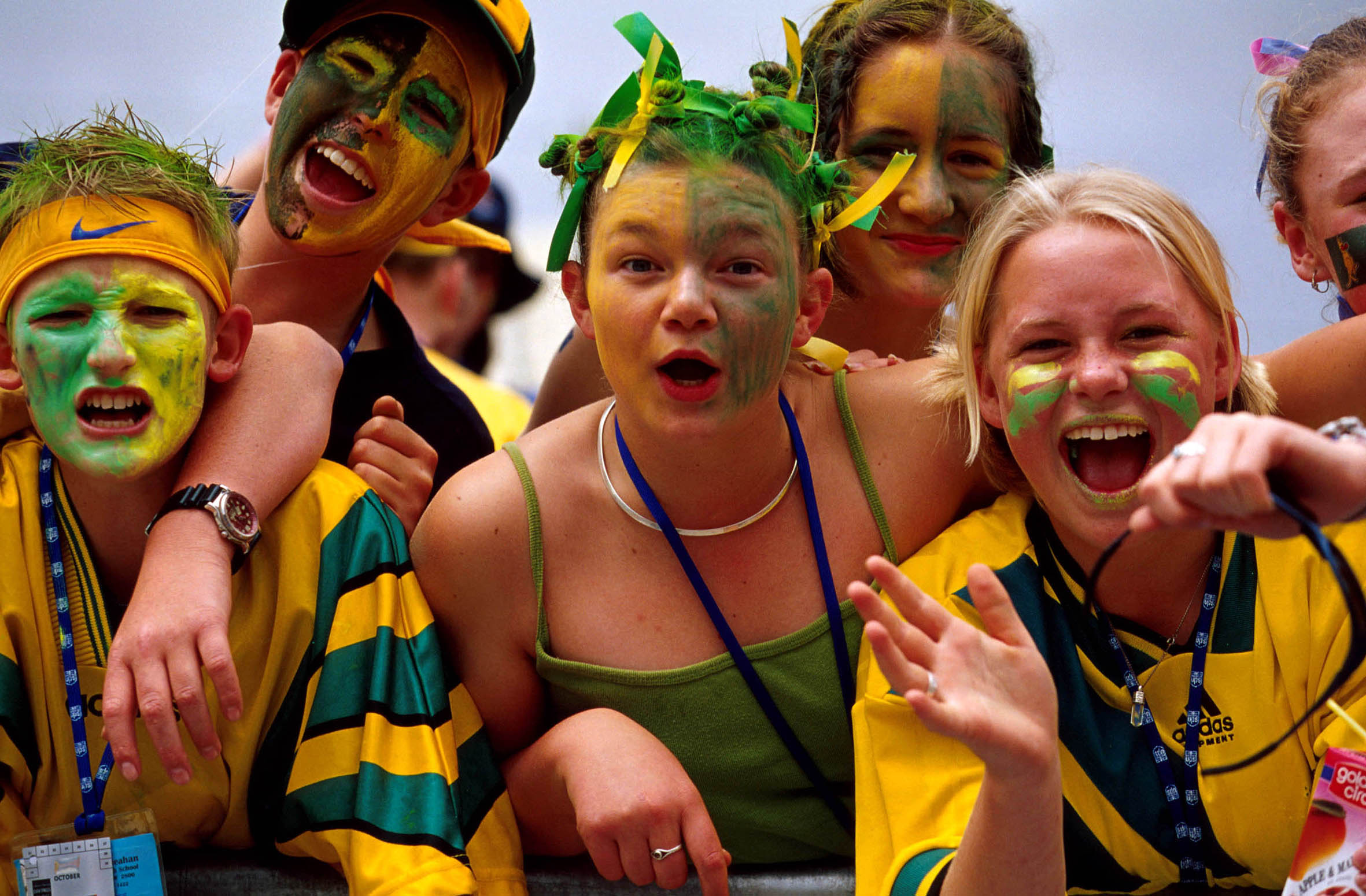
تشویق تماشاگران استرالیایی

تحریک (انگلیسی: Stimulation) تشویق توسعهٔ کنش یا علت عمومی آن است. برای مثال، «رسانه‌ها محرک مباحثهٔ سیاسی شدند». یک فعالیت جالب یا سرگرم‌کننده، فارغ از اثر فیزیکی‌اش روی حواس، می‌تواند «محرک» توصیف شود.